# 気仙川
気仙川（けせんがわ）は、岩手県を流れる二級河川であり、気仙川水系の本流である。住田町と陸前高田市を流域とし、流路延長は44キロメートル。鮎など渓流釣りの人気スポットとして知られる。

## 概要

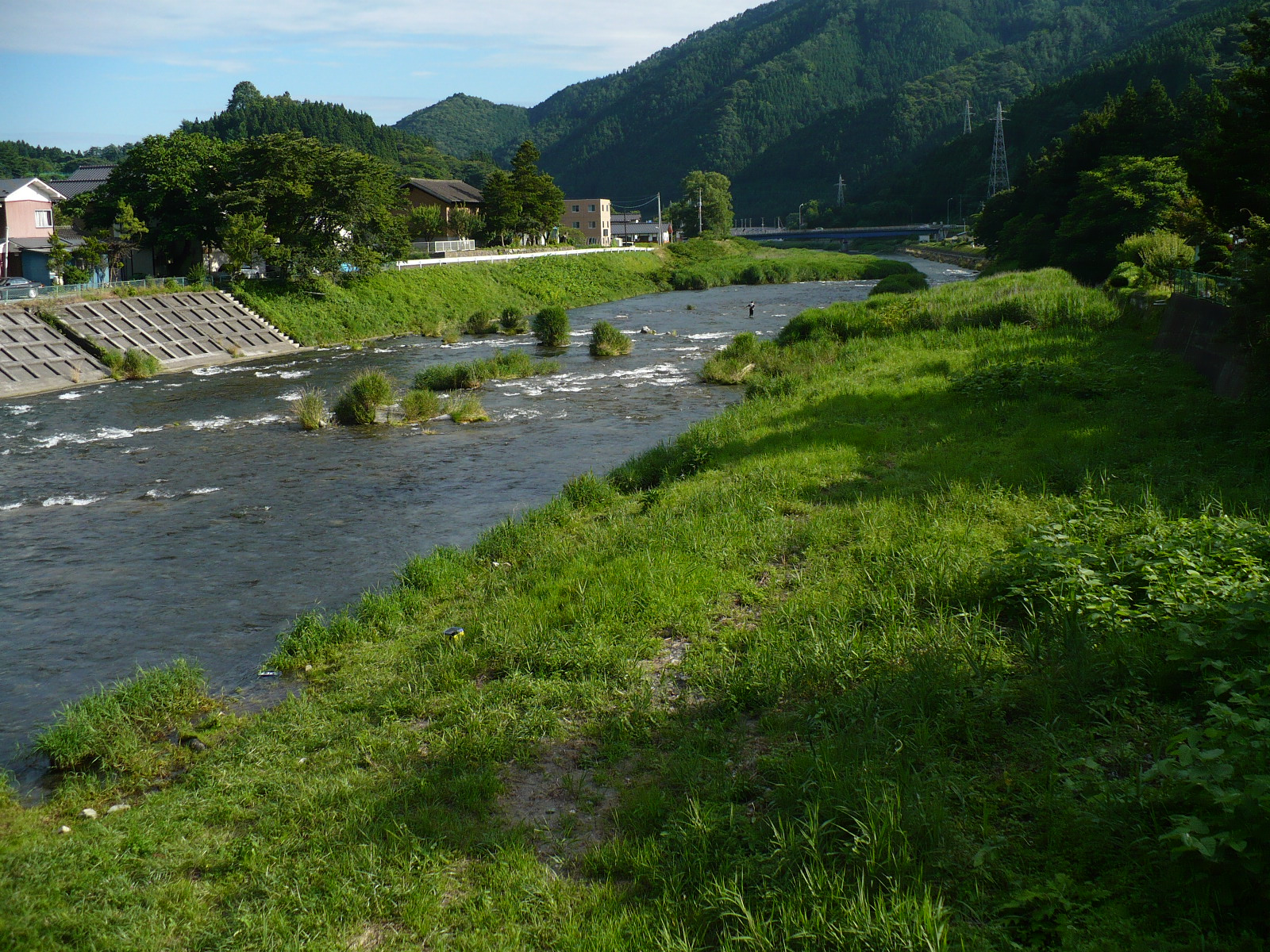
住田町を流れる気仙川（2007年7月撮影）

岩手県気仙郡住田町上有住の高清水山（）を源流として南西に向かって流れ、多くの支流を合わせながら住田町世田米の住田町役場付近でほぼ直角に右に折れて陸前高田市へ南流する。陸前高田市に入ると南から南南東に流れて広田湾（太平洋）に注ぐ。河口付近で三角形の陸前高田平野を作る。全長は44キロメートル、流域面積は520平方キロメートル。
1934年（昭和9年）、昭和農業恐慌により地域経済が疲弊する中、時局匡救事業の一環として下流域で河川改修事業が行われた。雇用された労働者の賃金は男90銭、女45銭とされた。
河口には仙台藩・岩手県を代表する防潮林であり、観光地にもなっていた高田松原があったが、2011年（平成23年）3月11日の東日本大震災によって壊滅した。
震災後に再建が進められた河口部の水門は2020年（令和2年）3月末にほぼ完成となった。

## 主な支流
市町名は流域の自治体。
- 大股川：住田町 - 物見山（種山ヶ原）に発して東流し、世田米川口で気仙川の右岸に合流する[7]。
- 矢作川（生出川、中平川）：陸前高田市 - 竹駒地区で気仙川の右岸に合流する[8][9]。

## 水害
流域は急峻な地形であるため洪水が起こりやすく、たびたび水害に見舞われた。近年発生した大規模な水害は次の通り。
- 1979年（昭和54年）10月 - 台風20号により氾濫。橋梁が流されるなど甚大な被害。
- 1981年（昭和56年）8月 - 台風15号により氾濫。
- 1998年（平成10年）9月 - 豪雨により氾濫。土砂崩れや路面流出が相次ぐ。
- 1999年（平成11年）7月 - 豪雨により各地で浸水が発生。
- 2002年（平成14年）7月 - 台風6号による氾濫。国道45号が寸断したほか、各地で水路が氾濫。

## 生態系
清流として知られ、アユやイワナ、ヤマメなどの魚類が多く生息している。

### 渓流釣り
毎年3月から10月のシーズンには渓流釣りを楽しむ釣り師が訪れ、毎年7月1日はアユ釣り解禁日となっている。なお、魚種ごとに定められた気仙川での釣りの方法と期間については、遊漁券を発行している気仙川漁業協同組合の「遊漁規則」に示されている。

## 並行・交差する交通

### 道路
- 国道45号
- 国道340号

### 橋
- 気仙大橋
- 姉歯橋
- 昭和橋
- 松日橋

そのほか気仙川とその支流にかかる多数の橋の名前は、気仙川漁業協同組合ウェブサイトの「遊漁マップ」で確認できる。

## 作品
東日本大震災の翌年2012年（平成24年）に、陸前高田市出身の著名な写真家・畠山直哉が写真集『気仙川』（河出書房新社）を刊行した。同写真集には2013年刊行のフランス版‘Kesengawa’（Light motiv 発行、英仏語併記）もある。